# Pejszanzaur
Pejsanzaur (Peishansaurus philemys) – roślinożerny dinozaur z rzędu dinozaurów ptasiomiednicznych (Ornithischia).
Żył w okresie późnej kredy (ok. 83-71 mln lat temu) na terenach centralno-wschodniej Azji. Jego szczątki znaleziono w Chinach (w regionie autonomicznym Sinciang).
Słabo poznany dinozaur – znany jedynie z fragmentu szczęki z kilkoma zębami. Należał do ankylozaurów lub pachycefalozaurów.